# Trossachs

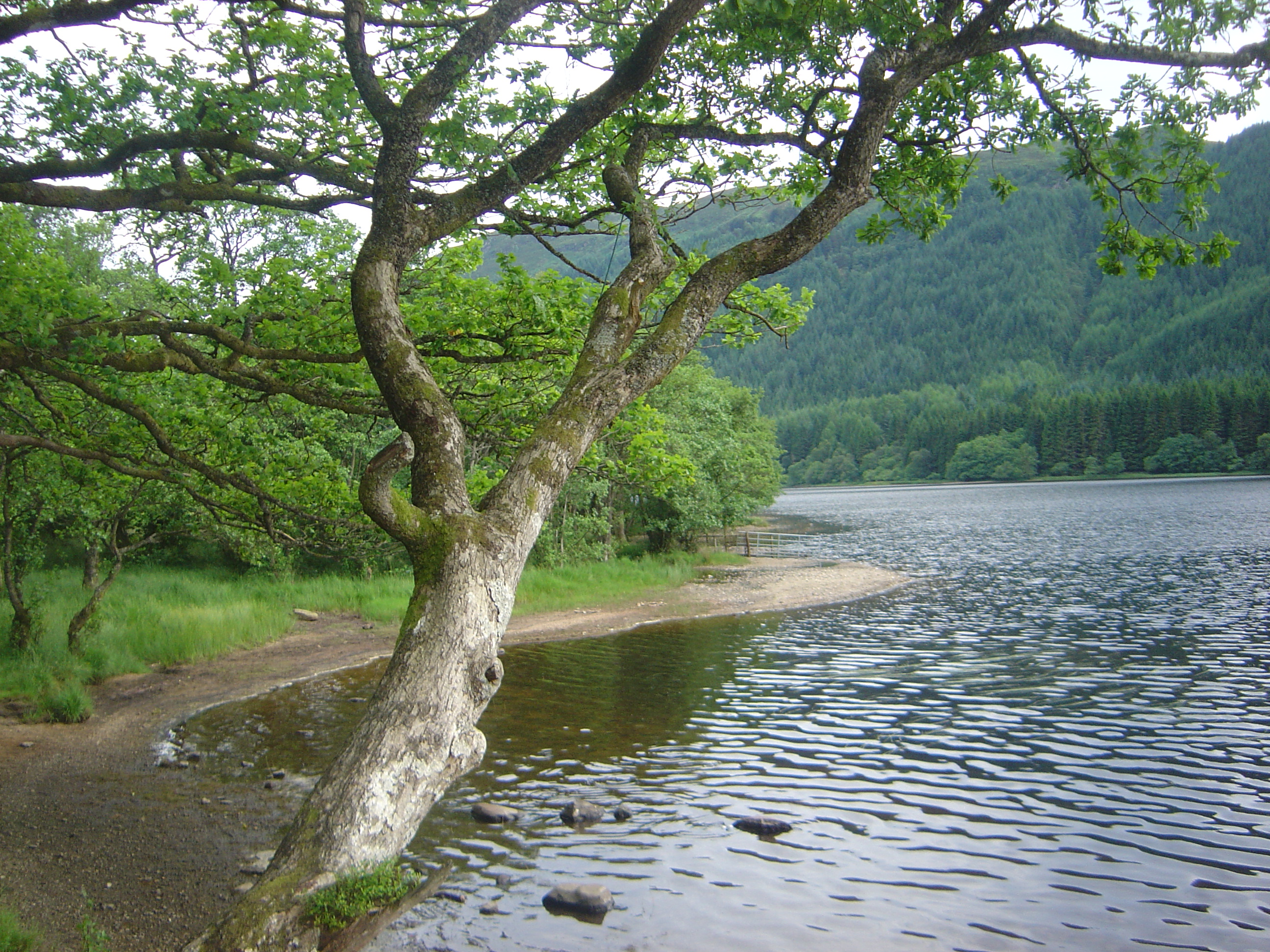
Un loch des Trossachs.

Les Trossachs (Na Trosaichean en gaélique écossais) sont une vallée boisée d'Écosse entre les monts Ben An au nord et Ben Venue au sud, et entre les lochs Loch Katrine à l’ouest et Loch Achray à l’est. Mais le nom de Trossachs est généralement utilisé pour désigner l’ensemble d’une région plus vaste de vallées boisées, de collines et de lochs tranquilles à l’est du Ben Lomond. Paradoxalement, le seul lac d’Écosse (lac et non loch), le lac de Menteith se situe dans le sud-est de cette région, à l’entrée des Trossachs.

Les trossachs en hiver depuis le lac Menteith en regardant le Craig of Monievreckie. Décembre 2018.

## Popularité
Le charme de cette région est devenu populaire depuis les descriptions romantiques faites par Sir Walter Scott dans ses ballades et poèmes, riches en actes de chevalerie et en symboles. En 1810, le Loch Katrine et ses environs sont le cadre de son poème La Dame du lac. Puis en 1817, le roman historique Rob Roy romance la vie du hors-la-loi Raibert Ruadh, né sur les rives du Loch Katrine et enterré non loin de là, à Balquhidder.

## Tourisme
En 1859, un nouveau site d'approvisionnement en eau de Glasgow fut créé grâce à un barrage construit à l'extrémité est du Loch Katrine et des aqueducs efférents. La compagnie des eaux de Glasgow construisit également une maison de villégiature en surplomb du lac pour la reine Victoria. La demeure, le Royal Cottage, devint plus tard une résidence pour les employés de la compagnie. Un service de bateau à vapeur fut introduit et le SS Sir Walter Scott, inauguré en 1900, reste encore en activité. La zone fait dorénavant partie du parc national du Loch Lommond and Trossachs, et reste très populaire parmi les marcheurs et cyclistes. Le parc contient des centaines de kilomètres de sentiers et les sports aquatiques sont également pratiqués sur le lac. Le lac de Menteith, situé près d'Aberfoyle, est une destination de pêche qui comporte également les ruines du prieuré de Inchmahome sur une de ses îles, où la reine Mary d'Écosse fut retenue étant enfant, avant d'être mise à l'abri en France. 

## Liens
- Géographie de l'Écosse
- Walter Scott
- Parc National des Trossachs et du Loch Lomond